# Čata (powiat Levice)
Čata – wieś (obec) na Słowacji położona w kraju nitrzańskim, w powiecie Levice. Pierwsze wzmianki o miejscowości pochodzą z roku 1386. 
Według danych z dnia 31 grudnia 2012, wieś zamieszkiwało 1047 osób, w tym 544 kobiety i 503 mężczyzn.
W 2001 roku rozkład populacji względem narodowości i przynależności etnicznej wyglądał następująco:
- Słowacy – 27,26%
- Czesi – 0,25%
- Romowie – 2,07%
- Węgrzy – 68,6%

Ze względu na wyznawaną religię struktura mieszkańców kształtowała się w 2001 roku następująco:
- Katolicy rzymscy – 78,29%
- Grekokatolicy – 0,41%
- Ewangelicy – 7,71%
- Prawosławni – 0,25%
- Ateiści – 8,2%
- Przedstawiciele innych wyznań – 0,08%
- Nie podano – 0,83%